# Joppolo
Jòppolo (Ιάμπολος, Iambolos in greco bizantino - Pacenzia in calabrese) è un comune italiano di 1 698 abitanti della provincia di Vibo Valentia in Calabria.

## Geografia fisica
Il territorio comunale di Joppolo si dispone su un profilo altimetrico compreso tra 0 e 710 metri sul livello del mare, dal litorale tirrenico alla cima del monte Poro. Il centro del comune è posto a 177 metri di altitudine, adagiato sugli ultimi contrafforti meridionali del monte Poro (m 710 s.l.m.).

## Storia

### Simboli
Lo stemma e il gonfalone del comune di Joppolo sono stati concessi con decreto del presidente della Repubblica del 23 giugno 1983.
Il gonfalone è un drappo di azzurro.

## Società

### Evoluzione demografica
Abitanti censiti

### Etnie e minoranze straniere
Secondo i dati ISTAT al 31 dicembre 2010 i cittadini stranieri residenti erano 106 persone.
Le nazionalità maggiormente rappresentate in base alla loro percentuale sul totale della popolazione residente erano:
- Romania 57 (2,68%)
- Serbia 9 (0,42%)

## Infrastrutture e trasporti
Nel territorio comunale sono presenti le strade provinciali 23 e 24.

## Amministrazione
| Periodo          | Periodo          | Primo cittadino            | Partito                            | Carica                    | Note |
| ---------------- | ---------------- | -------------------------- | ---------------------------------- | ------------------------- | ---- |
| 6 giugno 1993    | 27 aprile 1997   | Sisto Vecchio              | lista civica Indipendente          | sindaco                   |      |
| 27 aprile 1997   | 13 maggio 2001   | Libero Leonardo Vecchio    | lista civica di centro             | sindaco                   |      |
| 13 maggio 2001   | 29 maggio 2006   | Libero Leonardo Vecchio    | lista civica                       | sindaco                   |      |
| 29 maggio 2006   | 16 maggio 2011   | Salvatore Giuseppe Vecchio | lista civica di centro-sinistra    | sindaco                   |      |
| 16 maggio 2011   | 11 febbraio 2014 | Giuseppe Dato              | lista civica Rinascita democratica | sindaco                   |      |
| 11 febbraio 2014 | 5 giugno 2015    | Francesco Cosimo Schmio    | commissario                        | commissario straordinario |      |
| 5 giugno 2015    | 5 giugno 2016    | Nikolas Pellicari          | lista civica                       | sindaco                   |      |
| 5 giugno 2016    | 4 ottobre 2021   | Vincenzo Rudolf Comerci    | lista civica                       | Sindaco                   |      |
| 4 ottobre 2021   | in carica        | Roberto Comerconi          | [[lista civica] Cambiamo Joppolo   | Sindaco                   |      |

L'11 febbraio 2014 il Consiglio dei Ministri scioglie il comune di Joppolo per infiltrazioni della 'ndrangheta (ex art. 143 TUEL), ma il 5 giugno 2015 il TAR del Lazio annulla il provvedimento di scioglimento ritenendo non sussistenti i presupposti per sciogliere l'ente comunale, quindi reintegra gli amministratori che avevano presentato ricorso.